# Byron (Californië)
 Byron is een plaats in Contra Costa County in Californië in de VS.

## Geografie
Byron bevindt zich op 37°52′18″Noord, 121°38′21″West. De totale oppervlakte bedraagt 6,6 km² (2,5 mijl²), wat allemaal land is.

## Demografie
Volgens de census van 2000 bedroeg de bevolkingsdichtheid 139,2/km² (360,1/mijl²) en bedroeg het totale bevolkingsaantal 916 als volgt onderverdeeld naar etniciteit:
- 75,00% blanken
- 4,37% zwarten of Afrikaanse Amerikanen
- 1,09% inheemse Amerikanen
- 2,18% Aziaten
- 0,44% mensen afkomstig van eilanden in de Grote Oceaan
- 14,74% andere
- 2,18% twee of meer rassen
- 25,87% Spaans of Latino

Er waren 286 gezinnen en 203 families in Byron. De gemiddelde gezinsgrootte bedroeg 2,85.

## Plaatsen in de nabije omgeving
De onderstaande figuur toont nabijgelegen plaatsen in een straal van 24 km rond Byron.